# Mitch Mitchell (drummer)
John (Mitch) Mitchell (Londen, 9 juli 1946 - Portland, 12 november 2008) was een Britse drummer die vooral bekend geworden is door zijn werk in de door Jimi Hendrix geleide band The Jimi Hendrix Experience.
Hij was een van de meest invloedrijke drummers van de late jaren 60 en vroege jaren 70. Mitchell had een jazzachtergrond en zoals veel van zijn drummende tijdgenoten werd hij sterk beïnvloed door het werk van Elvin Jones, Philly Joe Jones en Art Blakey.
Mitchell was Hendrix' belangrijkste muzikale partner en speelde in verschillende bands van Hendrix: in de Jimi Hendrix Experience van oktober 1966 tot juni 1969, in zijn Woodstockband in augustus 1969 en ook zijn "Cry of Love" band in 1970.
Ook speelde hij in de supergroep The Dirty Mac, samen met Keith Richards, Eric Clapton en John Lennon ter gelegenheid van het The Rolling Stones Rock and Roll Circus.
Hij werd in de nacht 12 november 2008 dood aangetroffen in zijn hotelkamer in Portland, waar hij op 61-jarige leeftijd een natuurlijke dood gestorven was. Hij liet een dochter, Isha, na en twee kleinkinderen.
Op de in 2019 door het tijdschrift Rolling Stone gepubliceerde ranglijst van 100 beste drummers in de geschiedenis van de popmuziek kreeg Mitch Mitchell de 8e plaats toegekend.
- Bibsys: 62746
- Biblioteca Nacional de España: XX1034246
- Bibliothèque nationale de France: cb139396566 (data)
- Gemeinsame Normdatei: 134464028
- International Standard Name Identifier: 0000 0000 6302 1678
- Library of Congress Control Number: n90641937
- MusicBrainz: 0bc21d36-9bbc-4a13-afd8-6d661354a232
- Nationale bibliotheek van Australië: 35673572
- Nederlandse Thesaurus van Auteursnamen: 079759580
- Système universitaire de documentation: 164605770
- Trove: 554024
- Virtual International Authority File: 44489173
- WorldCat: E39PBJyCJDfT9wJyrp4M8m4THC